# Alex Moucketou-Moussounda
Alex Yowan Kevin Moucketou-Moussounda (ur. 10 października 2000 w Libreville) – gaboński piłkarz grający na pozycji środkowego obrońcy. Od 2021 jest zawodnikiem klubu Aris Limassol.

## Kariera klubowa
Swoją karierę piłkarską Moucketou-Moussounda rozpoczął w klubie AS Mangasport. W sezonie 2018 zadebiutował w jego barwach w pierwszej lidze gabońskiej. W debiutanckim sezonie wywalczył z nim mistrzostwo Gabonu. W 2020 przeszedł do AS Bouenguidi.
W sierpniu 2021 Moucketou-Moussounda przeszedł do cypryjskiego Arisu Limassol. Swój debiut w nim zaliczył 2 października 2021 w wygranym 3:0 wyjadowym meczu z Ethnikosem Achna.

## Kariera reprezentacyjna
W reprezentacji Gabonu Moucketou-Moussounda zadebiutował 11 października 2021 w wygranym 2:0 meczu eliminacji do MŚ 2022 z Angolą, rozegranym we Franceville. W 2022 roku został powołany do kadry na Puchar Narodów Afryki 2021. Na tym turnieju rozegrał trzy mecze: grupowe z Ghaną (1:1) i z Marokiem (2:2) oraz w 1/8 finału z Burkiną Faso (1:1, k. 6:7).